# Nkwabeng
Nkwabeng ist eine Kleinstadt in Ghana. Sie liegt im Nkoranza District in der Bono East Region. Bei der Volkszählung im Jahre 2000 wurden 5127 Einwohner gezählt. 1960 waren es erst 2221.

## Projektdorf
Im Jahre 2016 war der Ort Teil eines Projektes von Bildung ohne Grenzen e.V. Es wurde vom 1. September 2016 bis einschließlich dem 8. September 2016 unter anderem Sachspenden, Sportartikel, Hefte, Elektroartikel, Kleidung für die Kinder dort gesammelt.